# يوهان هرمان
يوهان هرمان (بالألمانية: Johann Hermann)‏ هو كاتب ألماني، ولد في 1515، وتوفي في 22 أبريل 1593 في فرايبرغ في ألمانيا.

## وصلات خارجية
- يوهان هرمان على موقع ميوزك برينز (الإنجليزية)